# 金剛亥母

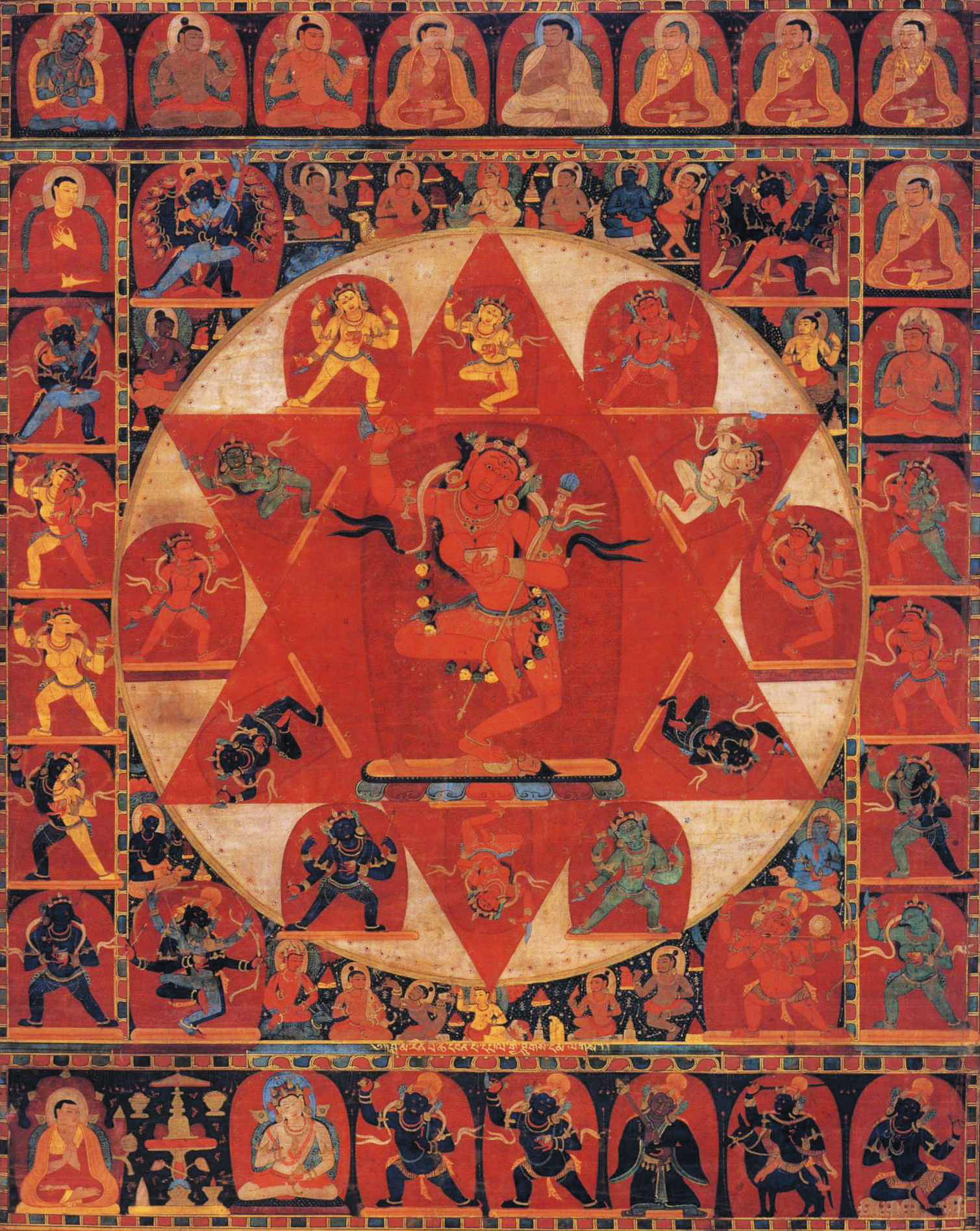
14世紀的金剛亥母，上圖為金剛亥母十三尊（噶舉傳規）中央六角法基宮中央是金剛亥母（二面母）六角有內修披甲尊從主尊下方左起為紅金剛亥母、青閻魔母、白能惑母、黃能動母、綠能懼母、黑旃底迦母，在六角的左右分別為那洛空行和梅紀空行，上下有四瑜伽母一面四臂從六角下方左為青色空行右為喇母，六角上方左為具美色母右為塊生母（堪扎若嘿）。

金剛亥母，又稱金剛瑜伽母，是佛教金剛乘（密宗）本尊之一，屬於空行母之體系，勝樂金剛與大悲紅觀音之明妃，起源於8至12世紀印度；為四大教派共同尊崇的母續本尊，主要是用來做寶瓶氣脈及拙火定的觀修本尊，亥母與瑜伽母是同體異名。
在藏密《綠度母密續》中，金剛亥母為蓮華部之女尊亦度母觀音之報身。金剛亥母(在佛教亦名金剛瑜伽母一切於瑜伽女之首， 她也是『一切如來之空行母，空行母即體悟般若智慧而步行虛空， 傳授金剛乘密法之秘密女神(Guhyaki)， 甚至在勝樂金剛密續中，空行母昇華為構成一切如來之要素所結構成的精神體也就是般若波羅密多。 在金剛乘密續中也宣說一切空行母都生自金剛亥母。 金剛亥母為空樂之根本，也就是藉由她了悟般若波羅密多，並得到深刻的大樂體驗而到空樂圓融。 金剛亥母的相應功德為能夠滅盡一切煩惱，產生遠離生滅變化之究極智慧; 令身體機能健康而延年益壽;降伏一切妨礙仇敵而廣攝十法界。金剛亥母膚色呈表蓮華部愛染之紅色，象徵「妙蓮愛染性而自性清淨」。

## 概論
金剛亥母的法門無上瑜伽母續乃是從《實相般若波羅蜜多經》中般若波羅蜜多(Prajñā-pāramitā)＝大樂（mahāsukha）發展而來。 《實相般若波羅蜜多經》在《大般若經》中為第十會《般若理趣分》， 作為大般若經的總結，闡明般若理趣與般若實相， 在《金剛頂經瑜伽十八會》中則名為《金剛頂瑜伽理趣般若經》列為第六會名大安樂不空三昧耶真實瑜伽會。
之後從《實相般若波羅蜜多經》的大樂思想發展出《最上根本大樂金剛不空三昧大教王經》為無上瑜伽母續之根源， 唐代不空所譯《大樂金剛不空真實三摩耶經·般若波羅蜜多理趣品》就是此經的略本。
《藏文大藏經·密續》云：「諸佛明妃金剛瑜伽母」，亥母瑜伽母是諸佛入於大樂智慧的甚深禪定中幻化的本尊又象徵勝義大樂智慧本質，而身倚的喀章噶又名「金剛天杖」象徵諸佛的廣大方便，兩者結合就是樂空和合，亥母身貌如同十六歲少女，身體紅寶色具一面三目二臂（另有二面母傳規，右面有豬臉）左手持盈四魔血的顱缽，右手執持金剛鉞刀消除內外密障礙與攝伏十方魔敵，左腳伸立、右腳彎提如舞蹈姿，舞於蓮花日輪屍墊上，左腋脥倚喀章噶，面貌微忿笑貪悅 黃丹或紺青髮色，頂上有豬首隱於髮髻，身環白骨頭蔓、頭戴五乾顱冠以不動佛或大日如來為部主頂嚴，身穿有金飾與空行骨飾。
金剛亥母出自《勝樂續》，尤其金剛瑜伽母續更是《勝樂續》中的密本，而金剛亥母一般有四種真言，一是亥母近心咒、二是亥母心咒（噶舉派傳承有攝入四空行種子字）、三是金剛瑜伽母咒（咒語主體是亥母近心與心咒的結合，尤其咒前具三「嗡」字，又得名「三嗡咒」）、四是亥母根本廣咒。
中文譯名的「亥」字取自其頭部側面或頂髻的豬頭形像，在中國農曆曆法因地支亥年屬豬而得名。

### 各宗派傳承
法身為般若佛母或普賢佛母（同體不同身，本體都是般若波羅蜜），報身為金剛亥母，化身為獅面空行母或者是人間的女性金剛乘成就者，例如伊喜措嘉。當金剛亥母化現無豬首時，名為金剛瑜珈女，為格魯和薩迦的主修亥母。當以伊喜措嘉樣貌出現時，則為大樂佛母，也有與馬頭明王行雙運相的馬亥父母金剛，也有黑亥母或用於施身法，為寧瑪的主修亥母，噶舉派以頂上具豬首的金剛亥母以及俱生勝樂金剛父母雙運尊為主修。
廣義而言寧瑪派具有紅與黑色兩種亥母傳規，但較為特別的是一面四臂的金剛瑜伽母「秘密智慧母」，而龍欽的金剛瑜伽母則是「大樂空行母」具有智慧尊青亥母的觀法，持明總集儀軌中則有上師紅金剛法與青色金剛瑜伽母的觀法。
噶舉派主要重視紅金剛亥母與金剛俱生母的修法，有上師噶瑪巴、本尊瑜伽母、護法大黑天的三根本修法。
薩迦派主修為金剛瑜伽母，尤其是金法三種紅空行母類，分別為那洛巴、梅紀巴、因扎菩提（蓮花生大士之父）的金剛瑜伽母傳承，而受灌修學金剛瑜伽母的行者資格有三品，上品為曾受灌魯依巴、那波巴、智布巴三種勝樂金剛大灌頂的行者，中品為曾受灌以上三者勝樂金剛其中之一種的大灌頂，下品為曾灌過薩迦喜金剛大灌頂，另外金法小三紅中有一類帝奴瑪亥母以具有懷攝威力出名。
格魯派傳規基本衍自噶舉和薩迦的傳承，但另有文殊輪集的空行法集。

## 黑金剛亥母
又稱作黑忿怒空行母，寧瑪敦珠伏藏有收錄黑忿怒母大集，就新譯而言隨順瑪吉拉準之施身法，就舊譯來說則為金剛瑜伽母傳與蓮師的密法。